# Salix kudoi
Salix kudoi är en videväxtart som beskrevs av Arika Kimura. Salix kudoi ingår i släktet viden, och familjen videväxter. Inga underarter finns listade i Catalogue of Life.